# Vesunna

Plan des römischen Vesunna

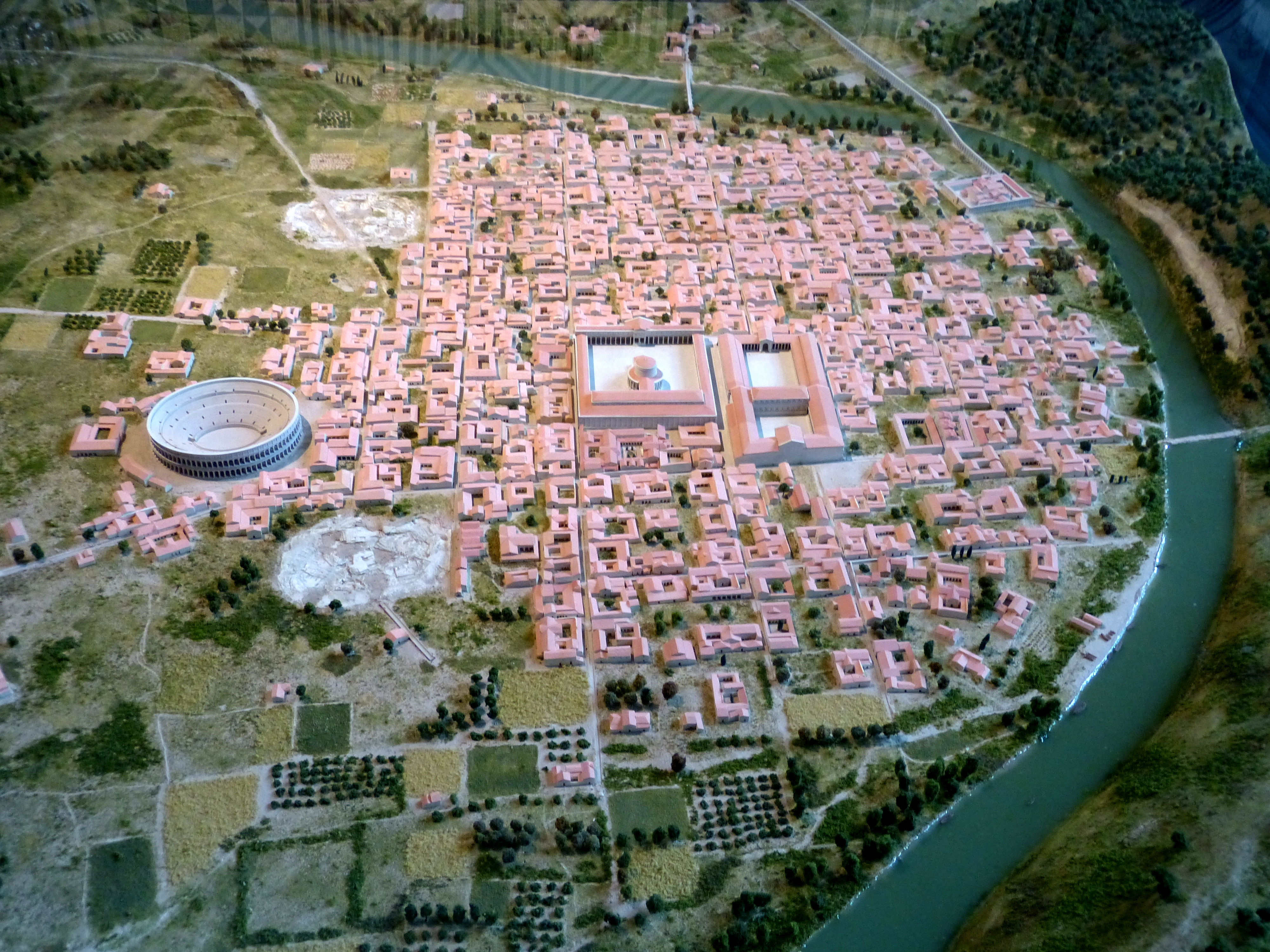
Modell der Stadt im 2. Jahrhundert

Vesunna Petrucoriorum war eine römische Stadt in der Provinz Gallia Aquitania, die Vorläuferin der im französischen Périgord gelegenen Stadt Périgueux.

## Archäologie

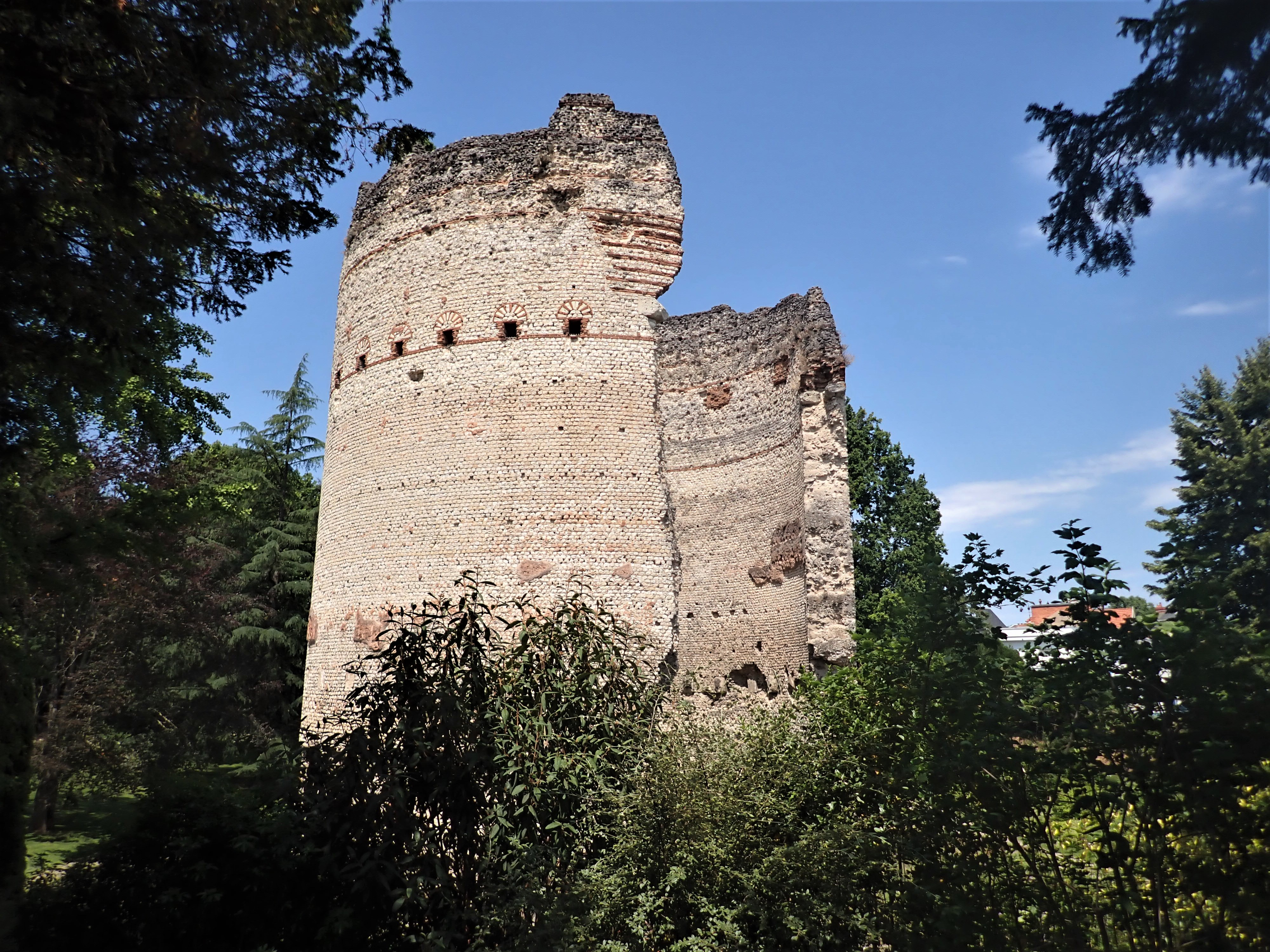
Turm von Vesunna

Im Wesentlichen erhalten ist der heute Tour Vésonne genannte Tempelturm aus dem 2. Jahrhundert n. Chr., der heute inmitten einer kleinen Parkanlage (Parc de Vésone) steht. Auch Spuren des damals größten Amphitheaters sind im Jardin des Arènes erhalten. Ein Großteil der antiken Bausubstanz fiel der Entnahme für den Bau eines Nonnenklosters zum Opfer. Die Bevölkerungszahl des antiken Vesunna wird auf ca. 20000 Menschen geschätzt.

## Gallo-römisches Museum

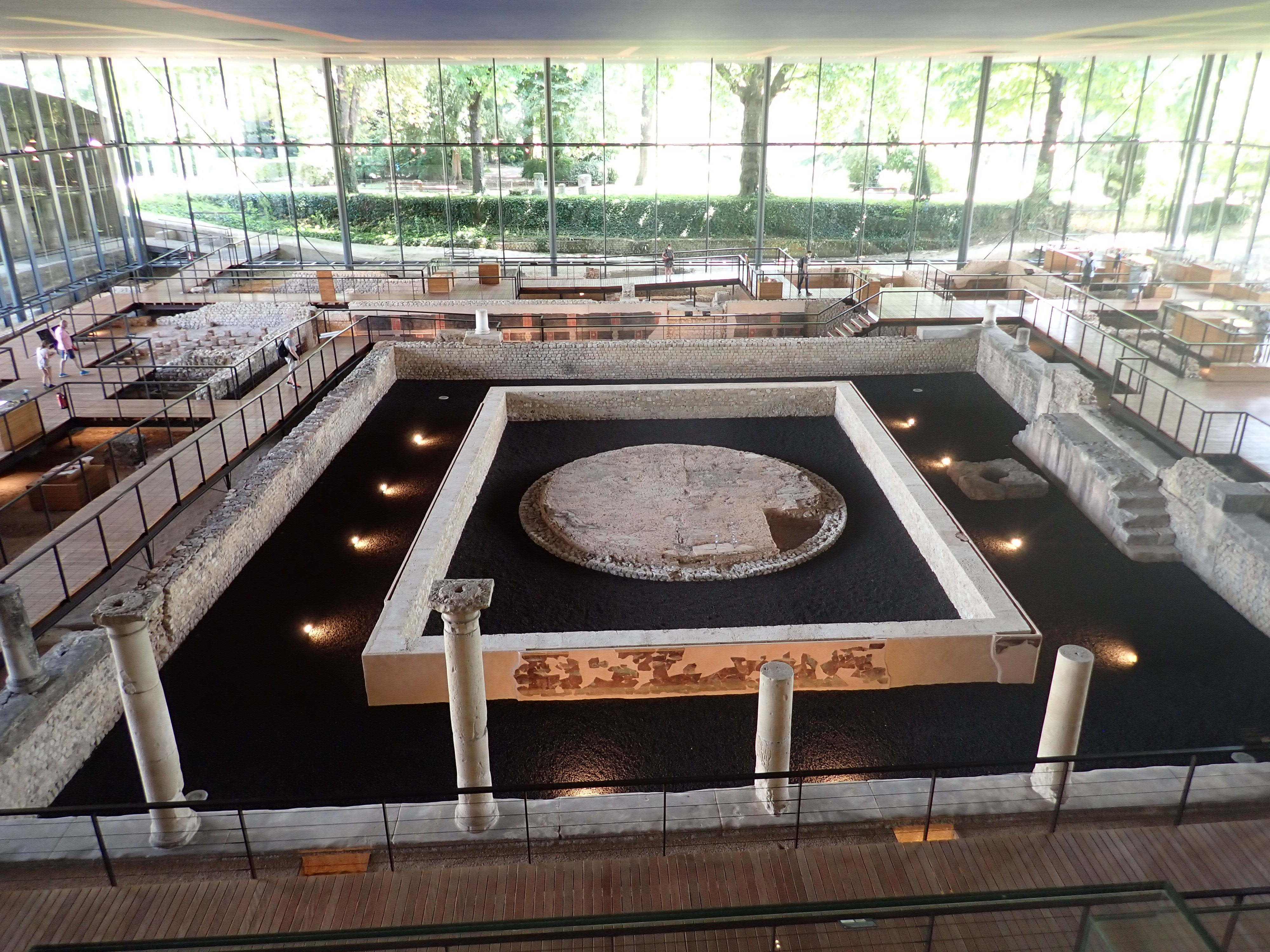
Blick in das Museum

Über den Fundamenten einer im Jahr 1959 entdeckten römischen Stadtvilla wurde im Jahr 2003 das Museum Vesunna Site-musée gallo-romain de Périgueux eröffnet. Es handelt sich um eine Glas-Metall-Konstruktion des Architekten Jean Nouvel mit möglichst geringen Eingriffen in die antike Bausubstanz. Ein Rundgang führt über die Fundamente. Zudem werden mobile Exponate, hauptsächlich Gefäße und andere Alltagsgegenstände gezeigt. Ebenso sind Wandmalereien, Grabreliefs und eine Merkurstatue zu besichtigen. Ein 3-D-Film ergänzt die erhaltenen Spuren zu einer anschaulichen Animation der antiken Räumlichkeiten.
Rundgang im Museum
Der Rundgang beschäftigt sich anhand von 17 Stationen mit den folgenden Themen:
- 1: Diorama der antiken Stadt Vesunna
- 2: Der Tempel
- 3: Das Amphitheater
- 4: Säulenmonumente und -fragmente
- 5: Die Stadtmauern
- 6: Bestattungskult
- 7: Romanisierung am Beispiel der Religion
- 8: Handel
- 9: Die Stadtvilla (domus)
- 10: Wandmalerei
- 11: Heizungssysteme
- 12: Die Küche
- 13: Rekonstruktion eines Speisesaals
- 14: Speisen
- 15: Schriftliche Spuren
- 16: Der Garten und der Empfangsraum
- 17: Die Thermen

Im Ein- und Ausgangsbereich befindet sich ein Museumsshop.